# John Magufuli
John Pombe Joseph Magufuli (Chato, 29 de outubro de 1959 – Dar es Salaam, 17 de março de 2021) foi um político da Tanzânia, o qual serviu como presidente do seu país de 2015 até sua morte em 2021.

## Biografia
John Joseph Magufuli realizou seus estudos primários na Chato Primary School, de 1967 a 1974. Realizou os estudos secundários no Katoke Seminary em Biharamulo, de 1975 a 1977, encerrando os estudos em Lake Secondary School, em 1978.
Entrou para a Mkwawa High School, devido a suas boas notas, em 1979, e encerrou em 1981. Entrou no mesmo ano na Mkwawa College of Education onde obteve um Diploma em Química, Matemática e Educação.
Magufuli obteve seu bacharelado em ciência da educação em química e história lecionando disciplinas na Universidade de Dar es Salaam, em 1988. Também obteve mestrado e doutorado em química na mesma universidade, respectivamente em 1994 e 2009.

## Presidência 2015

### Austeridade e acusações de Censura
Após assumir o mandato presidencial, Magufuli implementou medidas e cortes de despesas do governo, o que incluiu suspensão de viagens internacionais desnecessárias de oficiais do governo, uso de veículos mais baratos, redução da delegação para a Commonwealth de 50 para apenas 4 pessoas e estímulo a menos eventos e festas de instituições públicas, como cortar o orçamento de inauguração do novo parlamento.
O novo presidente cortou o próprio salário de cerca de 15 mil para 4 mil dólares mensais. Suspendeu a verba destinada à exposição do Dia Mundial da AIDS e em troca comprou mais medicamentos para o tratamento de aidéticos. Numa de suas ações mais notáveis, suspendeu todas as festividades do Dia da Independência, em 2015, em favor de promover uma campanha nacional de limpeza, com o objetivo de reduzir a disseminação da cólera, quando declarou: "é vergonhoso gastarmos tanto dinheiro para celebrar 54 anos de independência quando nosso povo está morrendo por Cólera". O dinheiro poupado foi usado para melhorar condições hospitalares e sanitárias pelo país.  
Em  10 de dezembro 2015, Magufuli nomeou seu gabinete, reduzindo de trinta para apenas dezenove o número de ministros, também com fins de reduzir custos.
Magufuli deu origem a um trend topic com a hastag  #WhatWouldMagufuliDo (o que Magufuli faria), onde cidadãos, fazendo referência às medidas de economia e combate à corrupção do novo presidente, mostravam suas próprias medidas domésticas de austeridade, por vezes irônicas. O governo de Magufuli é acusado de perseguição a opositores e de censura na TV, na rádio e, sobretudo, na internet, criando taxas muito caras que impossibilitariam a maioria dos "blogueiros" de manter suas atividades de críticas ao presidente. Em 2018, o internacionalmente conhecido rapper Diamond Platnumz foi preso após lançar uma música considerada "indecente" pelas autoridades. 

### Medidas económicas
O país alterou as leis que regem a adjudicação de contratos mineiros, concedendo-se o direito de renegociar ou rescindir esses contratos em caso de fraude comprovada. A nova legislação também elimina o direito das empresas de mineração de recorrer à arbitragem internacional. A disputa fiscal com a Acacia Mining, acusada de ter subestimado significativamente a sua produção de ouro durante anos, resultou finalmente num acordo: a Tanzânia obtém 16% das acções nas minas detidas pela multinacional. Por outro lado, esta política anticorrupção também "assustou os investidores, que agora temem ter de lidar com a justiça tanzaniana e enfraqueceu o crescimento", segundo Zitto Kabwe, um dos líderes do partido de oposição Chadema.
Com uma das taxas de crescimento económico mais elevadas do continente (5,8% em 2018 e cerca de 6% em 2019, segundo o FMI), o Governo tanzaniano esteve a iniciar um importante programa de desenvolvimento de infraestruturas, em especial no sector ferroviário. O pequeno porto de pesca de Bagamoyo, ao qual foram atribuídos dez bilhões de dólares de investimento, deverá tornar-se o maior porto de África até 2030. A Tanzânia tende a aproximar-se da China, que promete apoiar projectos económicos. Em resposta a esta nova orientação diplomática e à falta de democracia, os Estados Unidos suspenderam a participação tanzaniana no Millennium Challenge Account, um fundo de desenvolvimento bilateral.

## Morte
Magufuli morreu em 17 de março de 2021, aos 61 anos de idade, em um hospital de Dar es Salaam. A vice-presidenta do país, Samia Suluhu, em uma mensagem televisionada, informou que a causa do falecimento foi uma doença cardíaca. Antes disso, o chefe de Estado havia desaparecido da vida pública por cerca de 18 dias, reforçando os rumores da oposição que afirmava que o presidente havia procurado ajuda médica no exterior, pois havia contraído a COVID-19.